# Federazione pallavolistica di Grenada
La Federazione grenadina di pallavolo (eng. Grenada Volleyball Association, GVA) è un'organizzazione fondata per governare la pratica della pallavolo a Grenada.
Organizza il campionato maschile e femminile, e pone sotto la propria egida la nazionale maschile e femminile.
Ha aderito alla FIVB nel 1989.